# Ever Quiñónez
Ever Quiñónez (* Quinindé, 15 de junio de 1993). es un futbolista ecuatoriano que juega de lateral derecho en el Delfín SC de la Serie A de Ecuador.

## Clubes
| Club            | País    | Año       |
| --------------- | ------- | --------- |
| UDJ Quinidé     | Ecuador | 2008-2010 |
| Aucas           | Ecuador | 2011      |
| Grecia de Chone | Ecuador | 2012      |
| Delfín SC       | Ecuador | 2013-     |

## Palmarés

### Campeonatos nacionales
| Título            | Club      | País    | Año  |
| ----------------- | --------- | ------- | ---- |
| Segunda Categoría | Delfín SC | Ecuador | 2013 |
| Serie B           | Delfín SC | Ecuador | 2015 |